# Сражение при Битоле (1015)
Сражение при Битоле (болг. Битка при Битоля) — одно из сражений между болгарскими войсками под командованием воеводы Иваца и византийской армией под командованием стратига Георгия Гонициата, произошедшее осенью 1015 года. Это было одно из последних сражений между Болгарским царством и Византийской империей. 

Район военных действий в 1015 г. на современной карте

В битве при Клейдионе 29 июля 1014 года основная часть болгарской армии была уничтожена. Смерть царя Самуила вскоре после этого (6 октября) еще больше ослабила государство. Военные действия возобновились весной 1015 года. Византийский император Василий II двинулся к району вокруг Охридского озера и озера Преспа, захватывая города и крепости на своем пути. Попытки преемника Самуила Гавриила Радомира договориться о мире не увенчались успехом.
В Пелагонии Василий оставил большую армию под командованием стратегов Георгия Гонициата и Ореста для разграбления региона и охраны византийского тыла между Охридом и Битолой. Сам император дошёл до Охрида и сумел захватить большую часть города, за исключением цитадели, где располагались царские дворцы. Однако его первоначальное намерение идти на запад к Диррахию потерпело неудачу из-за неожиданных трудностей в византийском тылу.
Армия, которую возглавлял Гонициат, попала в засаду болгарского полководца Иваца и была полностью уничтожена.
Это поражение заставило Василия II быстро отойти в Пелагонию, но Ивац избежал боя с ней, и Василий II беспрепятственно отступил в Салоники. Победа болгар при Битоле лишила Василия большого успеха, достигнутого в начале кампании, и не позволила уничтожить болгарское государство уже в 1015 году, тем самым отсрочив падение Болгарии.